# 碧巖錄
《佛果圜悟禪師碧巖錄》，簡稱《碧巖錄》，又稱《碧巖集》，佛教禪宗語錄，由南宋圜悟克勤禪師編輯而成，共十卷。內容收集了著名的禪宗公案，簡介其內容，並加上圜悟禪師的唱評，是禪宗公案定型的重要語錄集。

## 歷史
圜悟禪師以此教其門下，此書付印後，大為風行。但其徒大慧宗杲禪師，因嫌南宋禪修風氣浮華，曾焚毀其版。